# Error-related negativity
Error-related negativity - ook wel afgekort tot ERN of Ne (error negativity) - is een negatieve component van de event-related potential.
De ERN treedt op kort na een foute reactie, of een reactie die gepaard gaat met een zekere mate van responsconflict. Ook kan zij opgeroepen worden door een signaal dat negatieve terugkoppeling geeft over een geleverde prestatie. Zij is relatief ongevoelig voor de modaliteit (visueel-auditief) van de stimulus

Mediaal deel van de linker grotehersenhelft met de gyrus cinguli. Het voorste deel hiervan is de cortex cingularis anterior

De ERN werd vrijwel gelijktijdig ontdekt door onderzoekers in de Verenigde Staten (Gehring) en Duitsland (Falkenstein).
Aangenomen wordt dat de ERN ontstaat in de cortex cingularis anterior van de hersenen. Er zijn verschillende theorieën over de ERN in omloop.

## Foutendetectie
Eén (vroege) opvatting van Gehring en Coles is dat de amplitude van de ERP een weerspiegeling is van de mate van 'mismatch' (afwijking) tussen de actuele respons en een centrale representatie van de correcte respons.

## Conflictbewaking
De foutendetectietheorie werd later door Jonathan Cohen vervangen door de conflictbewakingstheorie (Engels: conflict monitoring). Deze leek beter te verklaren waarom ook gedrag dat niet gepaard ging met openlijke fouten maar eerder met een conflict tussen met elkaar strijdige reacties toch een ERN produceerde.

## Bekrachtigingsleertheorie
Holroyd in de V.S. heeft in zijn 'reinforcement-learning theory of ERN' (bekrachtigingsleertheorie van de ERN) later een verfijning van de mismatchtheorie ontwikkeld. Deze theorie stelt dat de amplitude van de ERN gemoduleerd wordt door de neurotransmitter dopamine, die via een circuit vanuit de basale ganglia de frontale hersengebieden bereikt. Het betreft hier vermoedelijk vooral dopamine die geproduceerd wordt in het tegmentum ventrale, en die via het mesolimbische circuit de frontale hersenen bereikt. De basale ganglia leren daarbij de verwachte uitkomsten van bepaald gedrag voorspellen, op grond van ervaring met voorgaande stimulus-responsassociaties. Bij schending van dergelijke voorspelling wordt een dopaminerg signaal afgegeven naar de cortex cingularis anterior. In de cortex cingularis anterior vindt dan een verdere verwerking van het dopaminerge signaal plaats. In deze theorie staat dus vooral het 'beloning versus straf'-aspect van een bepaalde gebeurtenis centraal. De ERN blijkt het grootst als de gebeurtenissen slechter zijn dan verwacht.

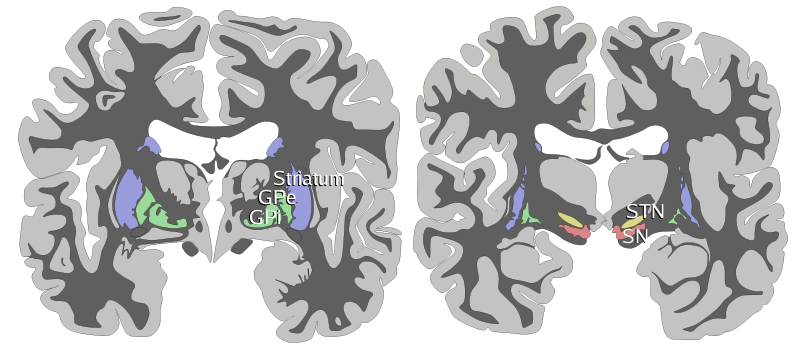
Coronale doorsneden van de menselijke hersenen met de basale ganglia.
ROSTRAAL: striatum, globus pallidus (GPe en GPi)
CAUDAAL: nucleus subthalamicus (STN), substantia nigra (SN)

De ERN is kleiner bij parkinsonpatiënten, hetgeen mogelijk aan een deficiënt dopaminesysteem kan worden toegeschreven.